# شرق تهران

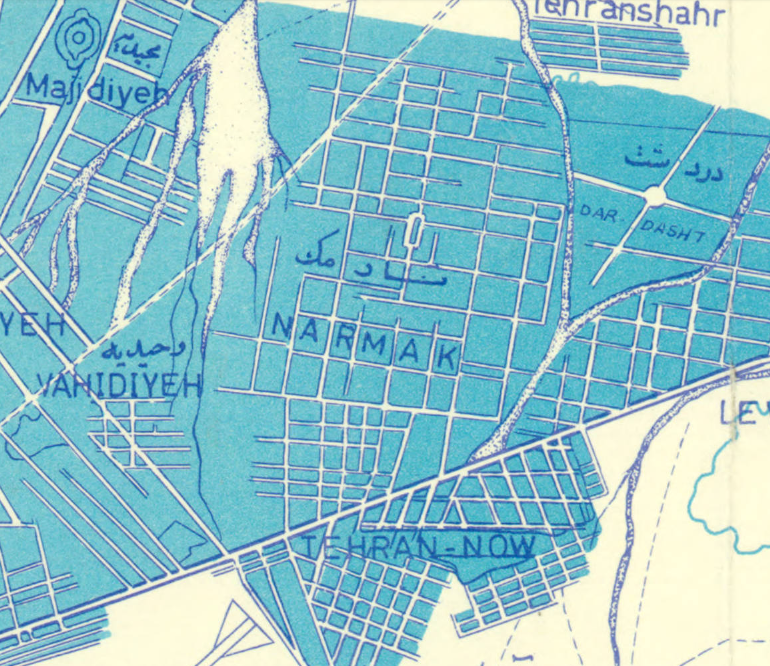
نقشه شرق تهران در سال ۱۳۴۶ منطقه نارمک، تهران نو، وحیدیه، مجیدیه و دردشت در نقشه

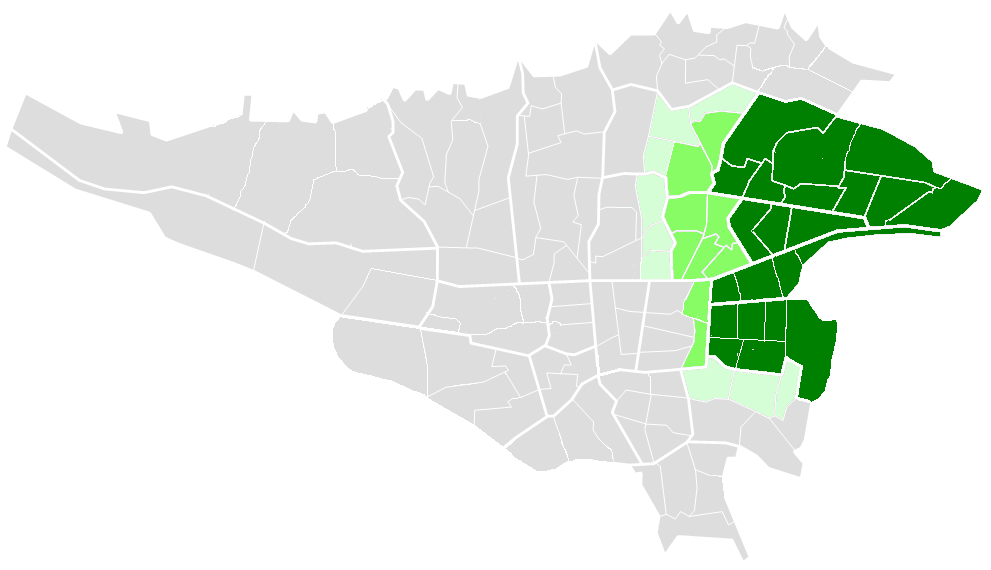
محدوده شرق تهران-سبز تیره نواحی شرق و سبز روشن نواحی نزدیک به شرق تهران

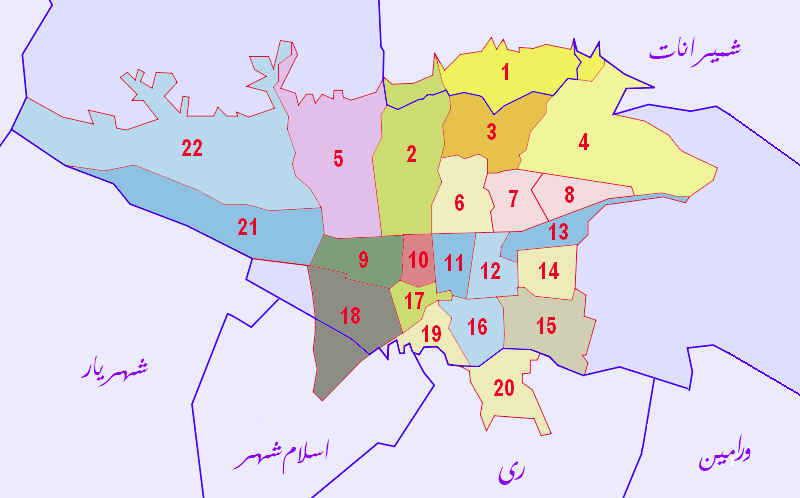
مناطق شهرداری تهران

شرق تهران محدوده‌ای از تهران است که در شرق این شهر و نواحی متمایل به آن قرار دارد. در تهران علاوه بر تقسیمات منطقه‌ای از لحاظ عموم و همچنین ادارات و مراکز دولتی تهران به مناطق شرق، غرب، شمال، جنوب و مرکز و نظایر آن تقسیم می‌گردد. به عنوان مثال دانشگاه آزاد اسلامی در شرق تهران دانشگاه مستقلی با عنوان دانشگاه آزاد اسلامی واحد شرق تهران دارد و دراین منطقه ترمینال اتوبوسرانی مستقلی با نام ترمینال شرق تهران موجود است.

## مناطق شهرداری شرق تهران
مناطق ۴، ۸، ۱۳ و ۱۴ در شرق تهران جای دارند و مناطق ۳، ۷ و ۱۲و ۱۵ متمایل به شرق تهران هستند.
از نواحی و محله‌های معروف شرق تهران می‌توان به موارد اشاره کرد:
- نارمک
- هنگام
- تهرانپارس
- حکیمیه
- تهران نو
- شمیران نو
- دلاوران
- سراج
- استخر
- امام حسین
- بزرگراه شهید سلیمانی
- پیروزی
- دماوند
- چهار راه تلفنخانه
- هفت حوض
- لویزان-شیان
- قاسم‌آباد
- عشرت آباد
- خواجه نظام
- پدر ثانی
- تسلیحات
- وحیدیه
- حشمتیه
- نیروی هوایی
- شمس‌آباد
- نارمک جنوبی
- خاک سفید
- سرخه‌حصار
- آشتیانی
- مجیدیه جنوبی
- کرمان
- قنات کوثر
- نظام‌آباد
- آهنگ غربی
- آهنگ شرقی
- شقایق

- دروازه شمیران

## بزرگراه‌ها

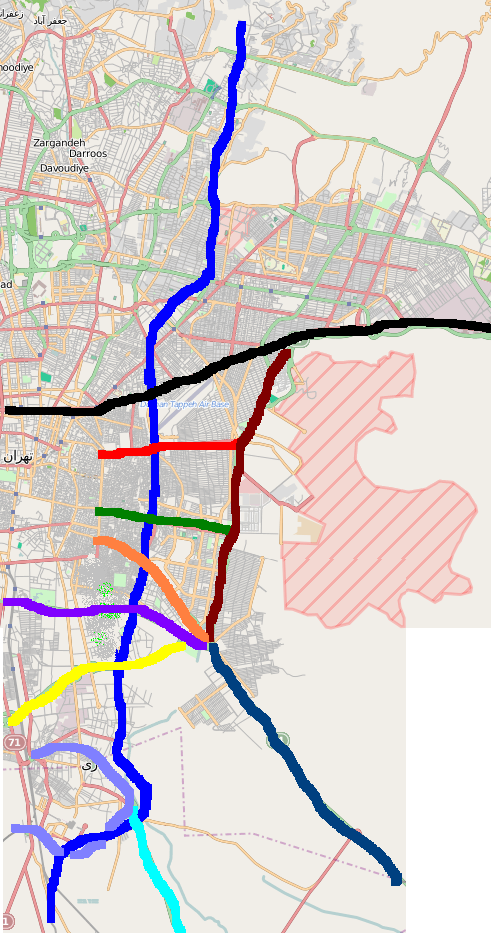
بزرگراه امام علی
خیابان دماوند
بزرگراه بسیج
خیابان پیروزی
بزرگراه شهید محلاتی
خیابان خاوران
بزرگراه بعثت
بزرگراه آزادگان
بزرگراه امام رضا (جاده مشهد)
بزرگراه شهید کریمی (نیم‌دایره بالایی) و بزرگراه شهید آوینی (نیم‌دایره پایینی)
جاده ورامین

بزرگراه‌های زیر در شرق تهران قرار دارند یا متمایل به این قسمت از تهران هستند:
- بزرگراه امام علی
- بزرگراه شهید قاسم سلیمانی
- بزرگراه آزادگان
- بزرگراه شهید بابایی
- بزرگراه شهید باقری
- بزرگراه بسیج
- بزرگراه شهید دوران
- بزرگراه شهید حقانی
- بزرگراه شهید محلاتی
- بزرگراه شهید مدرس
- بزرگراه ارتش
- بزرگراه صدر
- بزرگراه صیاد شیرازی
- بزرگراه شهید زین‌الدین